# 凱爾伯萊峰

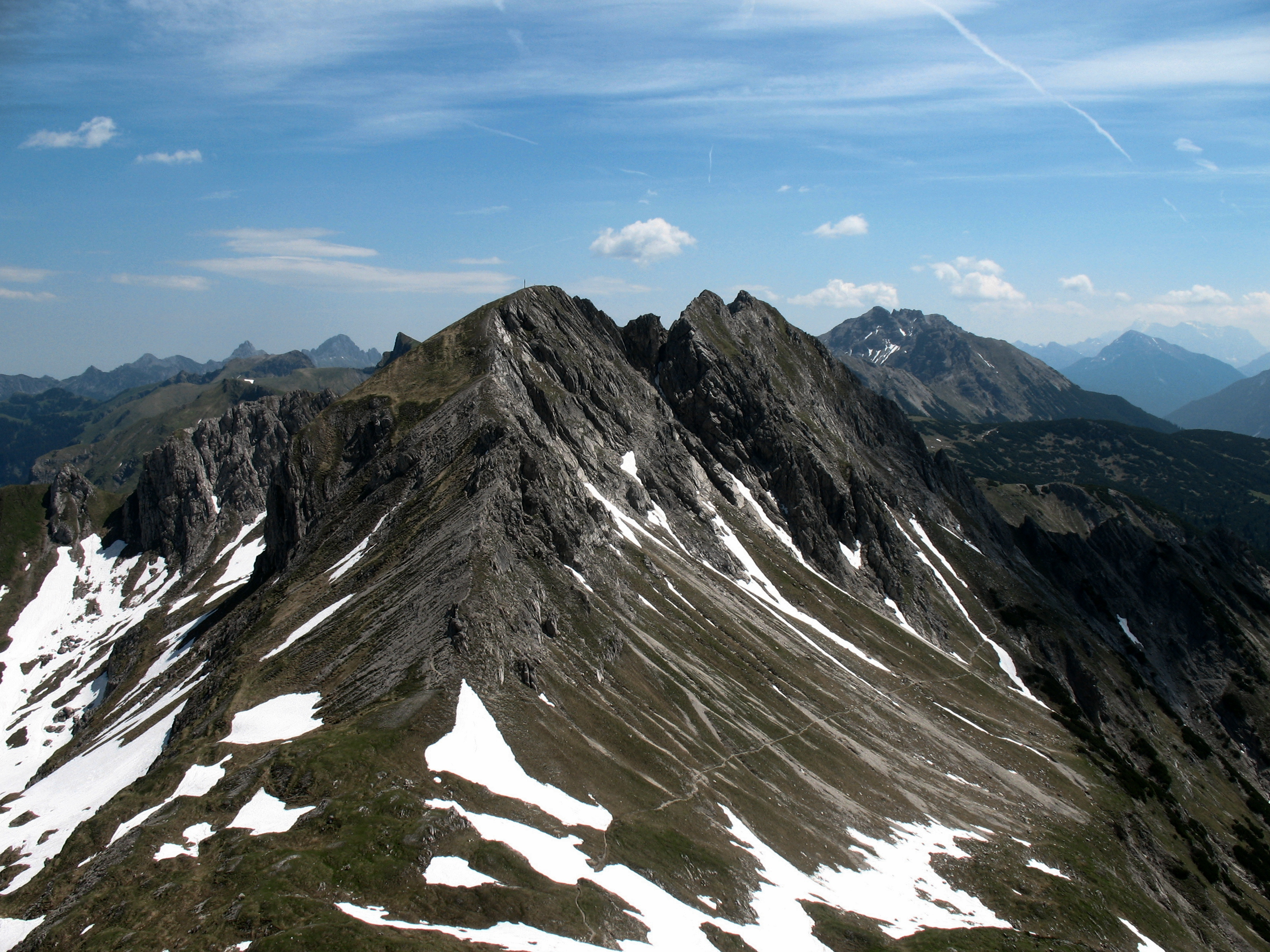

47°25′53″N 10°28′31″E / 47.43139°N 10.47528°E
凱爾伯萊峰（德語：Kälbelespitze），是中歐的山峰，位於奧地利和德國接壤的邊境，屬於阿爾高阿爾卑斯山脈的一部分，距離勞赫山2.8公里，海拔高度2,135米，每年平均降雨量1,698毫米。